# Modiolus
Modiolus, és un gènere de mol·luscs bivalves marins de mida mitjana de la família dels mitílids (Mytilidae). Els fòssils d'espècies d'aquest gènere, molt antic, es poden trobar en els sediments des del període Devonià (409,1 a 0,0 Ma).
Espècies del gènere Modiolus:

Modiolus bipartitus (Sowerby 1818); longitud 4,6 cm; Juràssic mitjà, batonià; Blumberg-Achdorf, Alemanya; (no geo-referenciat).

- Modiolus adriaticus (Lamarck, 1819)
- Modiolus albicostus (Lamarck, 1819)
- Modiolus americanus (Leach, 1815)
- Modiolus areolatus (Gould, 1850)
- Modiolus auriculatus (Krauss, 1848)
- Modiolus aurum (Osorio Ruiz, 1979)
- Modiolus barbatus (Linnaeus, 1758)
- Modiolus capax (Conrad, 1837)
- Modiolus carpenteri (Soot-Ryen, 1963)
- Modiolus carvalhoi (Klappenbach, 1966)
- Modiolus cecillii (Philippi, 1847)
- Modiolus cimbricus (Ockelmann and Cedhagen, 2019)
- Modiolus comptus (Sowerby, 1915)
- Modiolus demissus
- Modiolus eiseni (Strong and Hertlein, 1937)
- Modiolus ficoides (Macsotay & Campos, 2001)
- Modiolus gallicus (Dautzenberg, 1895)
- Modiolus gubernaculum (Dunker, 1856)
- Modiolus kurilensis (F. R. Bernard, 1983)
- Modiolus lulat (Dautzenberg, 1891)
- Modiolus margaritaceus (Nomura & Hatai, 1940)
- Modiolus matris (Pilsbry, 1921)
- Modiolus modiolus (Linnaeus, 1758)
- Modiolus modulaides (Röding, 1798)
- Modiolus neglectus (Soot-Ryen, 1955)
- Modiolus nicklesi (Ockelmann, 1983)
- Modiolus nipponicus (Oyama, 1950)
- Modiolus patagonicus (d'Orbigny, 1842)
- Modiolus penetectus (Verco, 1907)
- Modiolus peronianus (Laseron, 1956)
- Modiolus phaseolinus
- Modiolus philippinarum (Hanley, 1843)
- Modiolus plumescens (Dunker, 1868)
- Modiolus rectus (Conrad, 1837)
- Modiolus rumphii (Philippi, 1847)
- Modiolus sacculifer (S. S. Berry, 1953)
- Modiolus squamosus (Beauperthuy, 1967)
- Modiolus stultorum (Jousseaume, 1893)
- Modiolus traillii (Reeve, 1857)
- Modiolus tumbezensis (Pilsbry & Olsson, 1935)
- Modiolus verdensis (Cosel, 1995)